# Ølsted Kirke (Aarhus Kommune)
 For alternative betydninger, se Ølsted Kirke. (Se også artikler, som begynder med Ølsted Kirke)
Ølsted Kirke er en kirke i landsbyen Ølsted syd for Trige.
Kirken består af romansk kor og skib fra omkring 1200. Et nyromansk tårn, tegnet af Rudolf Frimodt Clausen, i vest afløste 1891 et lille styltetårn; samtidig nedbrød man et våbenhus af bindingsværk.

## Eksterne kilder og henvisninger
- Om kirkens historie (Webside ikke længere tilgængelig) (doc-format, fra Ølsteds hjemmeside.)
- Ølsted Kirke hos KortTilKirken.dk
- Ølsted Kirke hos danmarkskirker.natmus.dk (Danmarks Kirker, Nationalmuseet)

- Wikimedia Commons har flere filer relateret til Ølsted Kirke (Aarhus Kommune)